# Episodi di All American (sesta stagione)
La sesta stagione della serie televisiva All American, composta da 15 episodi, è stata trasmessa negli Stati Uniti su The CW dal 1° aprile al 15 luglio 2024.
Al termine di questa stagione, escono dal cast principale: Daniel Ezra, Samantha Logan, Cody Christian, Karimah Westbrook, Monet Mazur e Chelsea Tavares.
In Italia, la stagione viene pubblicata sulla piattaforma Infinity+ dal 6 settembre al 13 dicembre 2024. 
| n° | Titolo originale            | Titolo italiano           | Prima TV Usa   | Pubblicazione Italia |
| -- | --------------------------- | ------------------------- | -------------- | -------------------- |
| 1  | Things Done Changed         | Un nuovo inizio           | 1º aprile 2024 | 6 settembre 2024     |
| 2  | Public Service Announcement | Lo stesso viaggio         | 8 aprile 2024  | 13 settembre 2024    |
| 3  | Business Is Business        | Gli affari sono affari    | 15 aprile 2024 | 20 settembre 2024    |
| 4  | Black Out                   | Blackout                  | 22 aprile 2024 | 27 settembre 2024    |
| 5  | Trust Issues                | Questione di fiducia      | 29 aprile 2024 | 4 ottobre 2024       |
| 6  | Connection                  | Relazioni                 | 6 maggio 2024  | 11 ottobre 2024      |
| 7  | Passin' Me By               | L’ultimo dell’anno        | 13 maggio 2024 | 18 ottobre 2024      |
| 8  | Kids See Ghosts             | Fantasmi                  | 20 maggio 2024 | 25 ottobre 2024      |
| 9  | 100%                        | Sogni                     | 27 maggio 2024 | 1º novembre 2024     |
| 10 | Mass Appeal                 | Un vero leader            | 3 giugno 2024  | 8 novembre 2024      |
| 11 | The Next Episode            | Il prossimo capitolo      | 10 giugno 2024 | 15 novembre 2024     |
| 12 | Draft Day                   | Draft day                 | 17 giugno 2024 | 22 novembre 2024     |
| 13 | Victory Lap                 | Insieme fino alla fine    | 24 giugno 2024 | 29 novembre 2024     |
| 14 | I Do (Part I)               | Lo voglio - Prima parte   | 8 luglio 2024  | 6 dicembre 2024      |
| 15 | I Do (Part II)              | Lo voglio - Seconda parte | 15 luglio 2024 | 13 dicembre 2024     |